# Mercat financer
En economia, un mercat financer és un espai (no s'exigeix que sigui un espai físic concret) en el qual es realitzen els intercanvis d'instruments financers i es defineixen els seus preus. En general, qualsevol mercat de matèries primeres podria ser considerat com un mercat financer si el propòsit del comprador no és el consum immediat del producte, sinó el retard del consum en el temps.
Els mercats financers estan afectats per les forces d'oferta i demanda. Els mercats col·loquen a tots els venedors en el mateix lloc, fent així més fàcil trobar possibles compradors. A l'economia que confia sobretot en la interacció entre compradors i venedors per destinar els recursos se l'anomena economia de mercat, en contrast amb l'economia planificada.
Els mercats financers, en el sistema financer, faciliten:
- L'augment del capital (en els mercats de capitals).
- La transferència de risc (en els mercats de derivats).
- El comerç internacional (en els mercats de divises).

Són usats per reunir a aquells que necessiten recursos financers amb aquells que els tenen.

## Funcions dels mercats financers
- Establir els mecanismes que possibilitin el contacte entre els participants en la negociació.
- Fixar els preus dels productes financers en funció de la seva oferta i la seva demanda.
- Reduir els costos d'intermediació, la qual cosa permet una major circulació dels productes.
- Administrar els fluxos de liquiditat de productes o mercat donat a un altre.

## Tipus de mercats financers
Els mercats financers poden ser dividits en diferents subtipus:

### Pels actius transmesos
- Mercat monetari: Es negocia amb diners o amb actius financers amb venciment a curt termini i amb elevada liquiditat, generalment actius amb termini inferior a un any.
- Mercat de capitals: Es negocien actius financers amb venciment a mitjà i llarg termini, bàsics per a la realització de certs processos d'inversió.

#### En funció de la seva estructura
- Mercats organitzats.
- Mercats no-organitzats denominats en anglès ("Over The Counter").

#### Segons la fase de negociació dels actius financers
- Mercat primari: Es creen actius financers. En aquest mercat els actius es transmeten directament pel seu emissor
- Mercat secundari: Només s'intercanvien actius financers ja existents, que van ser emesos en un moment anterior. Aquest mercat permet a les forquilles d'actius financers vendre els instruments que ja van ser emesos en el mercat primari (o bé que ja havien estat transmesos al mercat secundari) i que estan en el seu poder, o bé comprar altres actius financers.

#### Segons la perspectiva geogràfica
- Mercats nacionals. La moneda en què estan denominats els actius financers i la residència dels que intervenen és nacional.[1]
- Mercats internacionals

#### Segons el tipus d'actiu negociat
- Mercat tradicional. En el qual es negocien actius financers com els dipòsits a la vista, les accions o els bons.
- Mercat alternatiu. En el qual es negocien actius financers alternatius com ara inversions en cartera, pagarés, factoring, propietat arrel (ex. a través de drets fiduciaris), en fons de capital privat, fons de capital de risc, fons de cobertura (hedge funds), projectes d'inversió (ex. infraestructura, cinema, etc.) entre molts altres.

#### Altres mercats
- Mercats de commodities (mercaderies), que permeten el comerç de commodities.
- Mercats de derivats, que proveeix instruments per al maneig del risc financer.
  - Mercats de forwards, que proveeixen contractes forward estandarditzats per comerciar productes a una data futura; vegeu també forward.
- Mercats d'assegurances, que permet la redistribució de riscos variats, consulteu contracte d'assegurança
- Mercat de divises, que permet l'intercanvi de monedes estrangeres o divises.